# Kingsleya hewashimi
Kingsleya hewashimi is een krabbensoort uit de familie van de Pseudothelphusidae. De wetenschappelijke naam van de soort is voor het eerst geldig gepubliceerd in 2008 door Magalhães & Türkay.